# Setra S 415 NF
Le Setra S 415 NF est un autobus standard à plancher bas fabriqué et commercialisé par le constructeur allemand Setra Kässbohrer, filiale du groupe EvoBus, de 2006 à 2013. Une version longue était également disponible, nommé S 416 NF.
Il est le successeur du S 315 NF.

## Les différentes versions

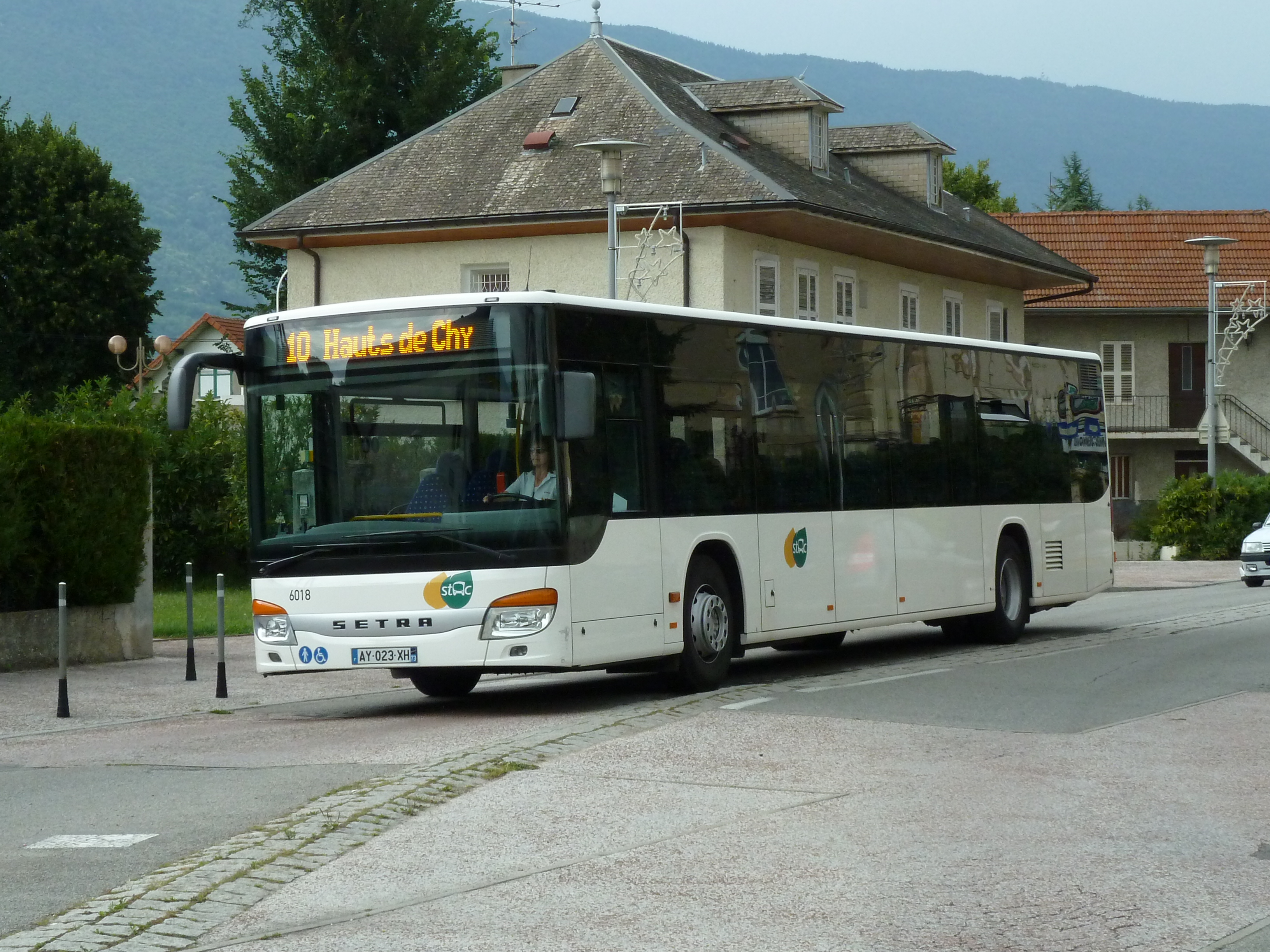
Setra S 416 NF

### Setra S 416 NF
Le S 416 NF est la version 13 mètres du S 415 NF. Il est disponible en 2 ou 3 portes.

## Caractéristiques

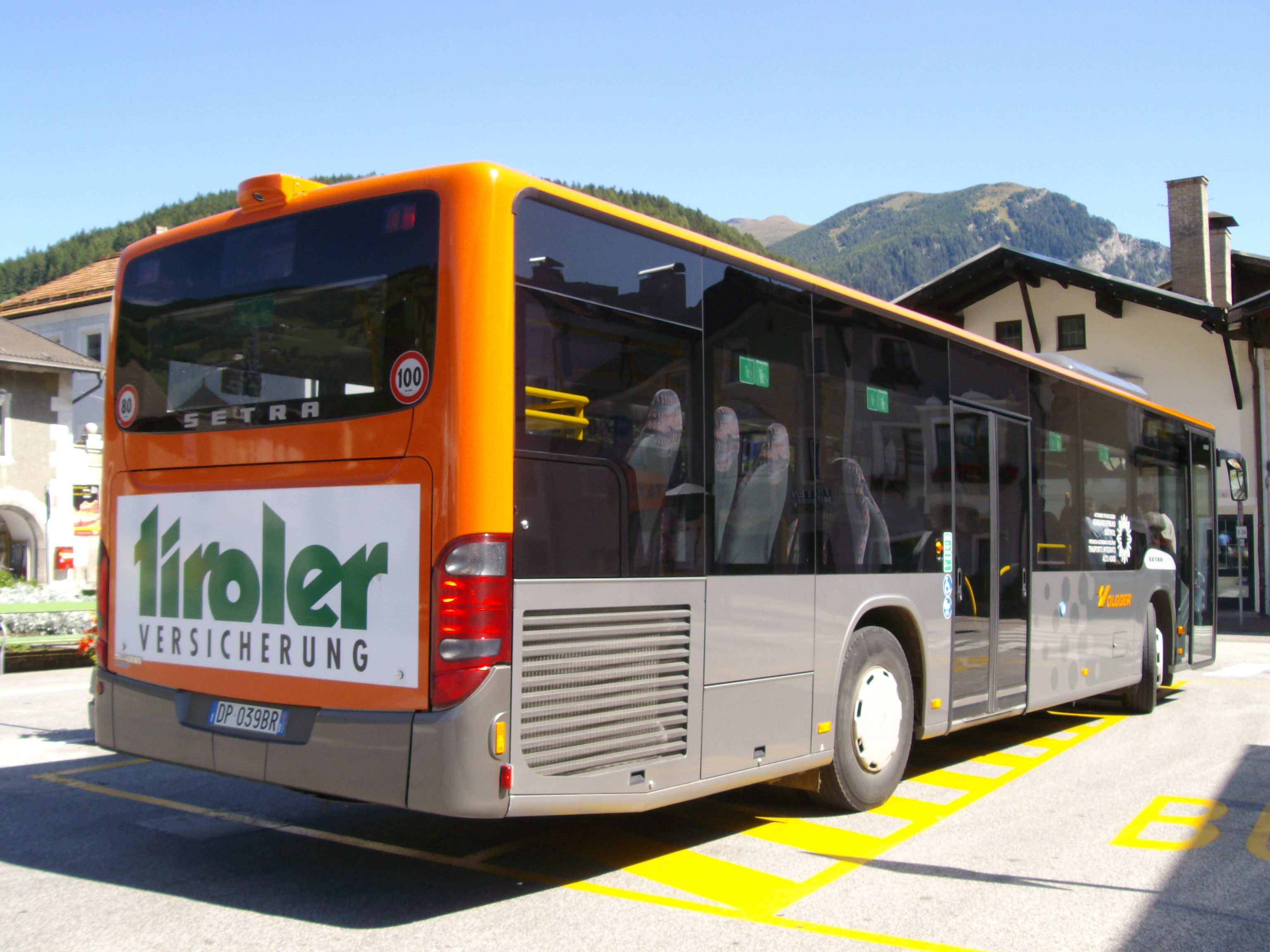
Vue arrière

### Dimensions
|                                     | Setra S 415 NF                        | Setra S 416 NF |
| ----------------------------------- | ------------------------------------- | -------------- |
| Longueur                            | 12 000 mm                             | 13 000 mm      |
| Largeur (sans rétroviseurs)         | 2 550 mm                              | 2 550 mm       |
| Hauteur (sans climatisation)*       | 3 049 mm                              | 3 049 mm       |
| Empattement                         | 5 845 mm                              |                |
| Porte-à-faux                        | Avant : 2 500 mm ; Arrière : 3 500 mm |                |
| Rayon de braquage (entre trottoirs) |                                       |                |
| Angle d’attaque / Fuite             |                                       |                |
| Masse à vide**                      |                                       |                |
| P.T.A.C.                            | 18 000 kg                             | 18 000 kg      |
| Capacité : assis + debout = maxi**  |                                       |                |
| Rangement (en option)               |                                       |                |
| Portes                              | 2                                     | 2 / 3          |
| Hauteur du plancher                 |                                       |                |
| Réservoir à combustible             |                                       |                |

* = avec clim : ? mm.
** = variable selon l'aménagement intérieur.